# Калужский машиностроительный завод
Калу́жский завод путевых машин и гидроприводов («Калугапутьмаш») — предприятие путевого машиностроения, акционерное общество, расположенное в городе Калуге. 
«Калугапутьмаш» входит в холдинг «Синара — Транспортные Машины» (Группа Синара). Специализируется на выпуске промышленных машин и оборудования для железнодорожной отрасли. Одно из старейших предприятий транспортного машиностроения России, основано в 1874 году.

## История
История завода ведёт свой отсчёт с 1874 года, с момента создания в Калуге «Главных Калужских железнодорожных мастерских» Ряжско-Вяземской железной дороги.
С 1929 года завод известен как «Калужский паровозовагоноремонтный и автодрезиностроительный завод», а в 1931 году получает название «Калужский машиностроительный завод».
В 1930-е годы завод специализируется на выпуске автодрезин (например «УА») и автомотрис для магистральных железных дорог, мотовозов для промышленных предприятий, паровых катков для строительства автодорог, передвижных компрессорных и электрических станций.
В 1933 году на заводе спроектирован и построен первый в СССР маневровый тепловоз серии АА.
С началом Великой Отечественной войны, по решению НКО СССР, летом 1941 года завод в кратчайшие сроки эвакуирован в Красноярск, а уже в августе 1942 года, после освобождения Калуги в декабре 1941 года, на заводе возобновлено производство остро необходимых для обороны оборудования и машин.
В годы войны на заводе выпускают: дезинфекционные камеры, копры с дизель-молотами, газогенераторы, реечные и паровозные домкраты, паровые подъёмные краны на железнодорожном ходу.
В 1950-е годы завод специализируется на выпуске самоходных подбивочно-рихтовочные машин, путеукладчиков, мотовозов-электростанций, узкоколейных тепловозов ТУ2, промышленных тепловозов тепловоз ТГК, организован выпуск гидромеханических передач для подвижного состава железных дорог.
В 1960-е годы запущены в производство турботрансформаторы для буровых установок.
В 1984 году по программе СЭВа предприятие поставляет гидропередачи на завод «Вагонка-Студенка» в Чехословакии, необходимые для производства автомотрисы АЧ2.
В декабре 2013 года завершились переговоры о продаже 96,61 % акций предприятия группе «Синара», в феврале 2014 года сделка получает одобрение Федеральной антимонопольной службы.
Калугапутьмаш и Калужский завод «Ремпутьмаш», а также другие заводы Группы РПМ входят в дивизион «Путевая техника» холдинга «Синара — Транспортные Машины» (СТМ).
В 2020 году на заводе планировалось организовать выпуск трамвайных вагонов по лицензии чешской компании Skoda. Совместное предприятие «Синара-Шкода» на паритетной основе было зарегистрировано в декабре 2019 года.

## Собственники и руководство
До 2014 года 96,61 % «Калугапутьмаша» принадлежало закрытому паевому инвестиционному фонду смешанных инвестиций «Спектр» под управлением управляющей компании «Трансфингруп», близкой к НПФ «Благосостояние». В настоящее время мажоритарным собственником завода является машиностроительный холдинг «Синара-Транспортые Машины».

## Продукция завода
- Укладочные краны
- путевые рельсосварочные самоходные машины
- выправочно-подбивочно-рихтовочные машины
- рихтовочные машины
- промышленные тепловозы
- унифицированные гидропередачи (для промышленных тепловозов и путевых машин)
- турботрансформаторы для силовых агрегатов буровых установок
- и многое другое

| Продукция АО «Калугапутьмаш» |

## Показатели деятельности
Выручка завода по РСБУ за девять месяцев 2013 года составила 1,7 млрд руб., чистая прибыль — 133 млн руб.